# Museumkwartier St. Annen

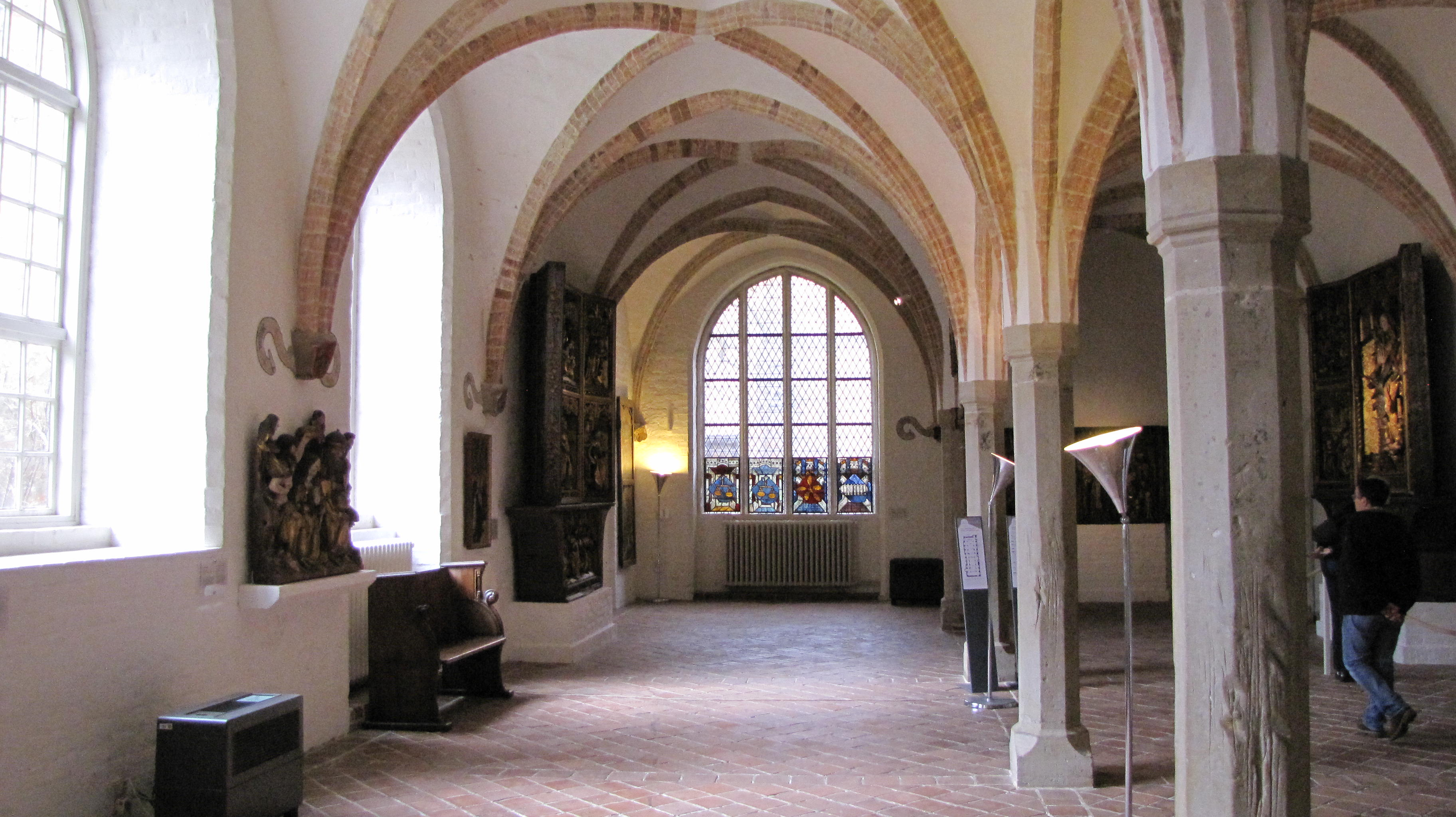
St. Annen-Museum

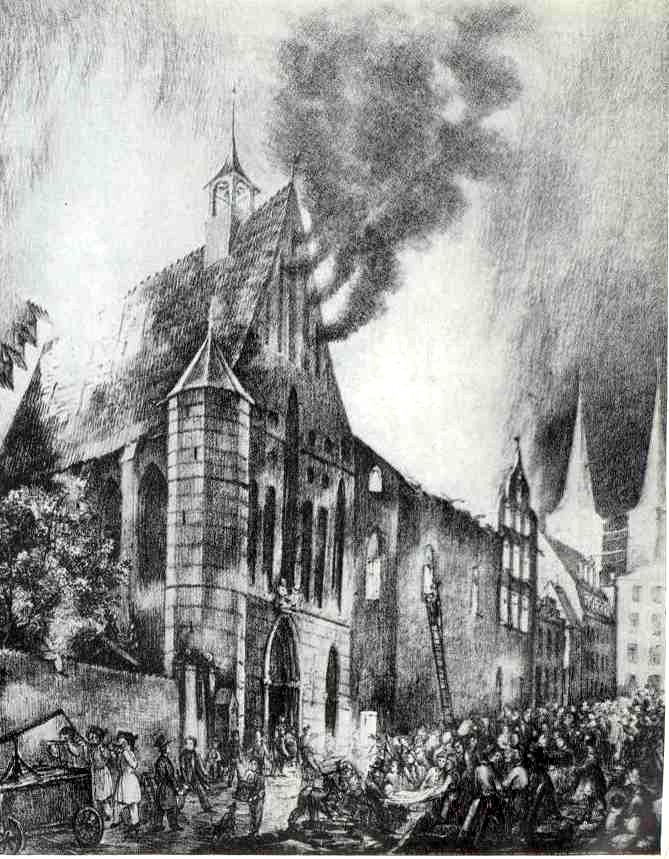
Brand St. Annen klooster in 1843 van C.F. Milde

Het Museumkwartier St. Annen in Lübeck, herbergt het St. Annen-Museum evenals de Kunsthalle St. Annen, die deel uitmaken van het voormalige klooster St. Annen in de St. Annen Straße in de Duitse hanzestad Lübeck (deelstaat Sleeswijk-Holstein).

## Geschiedenis
Het klooster en de bijbehorende kerk, gebouwd in de Laatgotische stijl, dateren uit 1515 en zijn de Heilige Anna gewijd. Slechts weinige jaren later werd het klooster, tijdens de Reformatie, weer gesloten en in 1532 verlieten de laatste nonnen het klooster. In 1610 werd het kloostercomplex een armenhuis, nog weer later werd een deel ingericht als tuchthuis. In 1778 werd een nieuw vleugel gebouwd, die bestemd was als tuchthuis voor vrouwen, het Spinnhaus. Armenzorg en gevangenis bevonden zich onder één dak.
In 1843 brandden grote delen van het klooster en de kerk vrijwel geheel af. Terwijl het klooster weer werd opgebouwd, werd de kerk vrijwel geheel afgebroken en bleef slechts een ruïne staan.
De meeste ruimtes op de begane grond van het klooster zijn nog in de oorspronkelijk toestand: de Kloostergang, het Refectorium (de grootste ruimte in het klooster, waarschijnlijk de werk- en dagruimte van de nonnen, maar sinds 1733 de eetzaal in het armenhuis), de Kapittelzaal en de Sacristie van de kloosterkerk.
In 1912 besloot de Senaat van de Hanzestad het klooster tot museum voor kunst en cultuur om te bouwen. De opening vond plaats in 1915. In die tijd vond ook de aankoop van het Behnhaus (nu Museum Behnhaus) plaats en begon de opbouw der verzamelingen. Sinds 2013 wordt het marketing van St. Annen-Museum en Kunsthalle St. Annen gezamenlijk doorgevoerd door het Museumkwartier St. Annen.

## Collectie St. Annen-Museum

### Sacrale kunst der middeleeuwen
Het museum beschikt, onder andere dankzij het verzamelwerk van Carl Julius Milde in de negentiende eeuw, over de grootste collectie middeleeuwse Retabels in Duitsland. Het museum bezit met het Grönauer Altaar het enige bewaard gebleven gotische hoogaltaar van een Lübecker kerk. De andere, bewaard gebleven, altaren waren meestal schenkingen van Handwerkersgilden of kooplui aan kloosterkerken, zoals het Burgkloster of de Katharinenkirche. Daartoe behoren het Lucas-altaar van de schilder Hermen Rode, het Schonenfahrer-altaar van Bernt Notke, het Antonius-altaar van Benedikt Dreyer, het oorspronkelijk aan de kathedraal van Lübeck, de Lübecker Dom, geschonken Passie-altaar van Hans Memling, alsmede een privé-altaar, een Triptiek van raadsheer Hinrich Kerckring van Jacob van Utrecht, dat via een avontuurlijke reis zijn weg vond van Riga (Collectie Friedrich Wilhelm Brederlo) naar Lübeck. Uitstekend is ook de St. Georg-Gruppe (1504), die door de Lübecker beeldhouwer Henning von der Heyde oorspronkelijk voor de St. Jürgen-Kapelle werd gemaakt. De kentering van Renaissance naar Reformatie in Lübeck wordt belichaamd door de werken van de leerling van Lucas Cranach de Oude, de Lübecker schilder Hans Kemmer.
Naast houtsnijwerk en schilderkunst toont het museum ook beeldhouwwerk van de Romaanse stijl en de gotiek, waarvan de Niendorfer Madonna van Johannes Junge een der waardevolste is. Het beeld werd in 1926 in Lübeck-Niendorf in een schuur gevonden. Ook het werk Gelijkenis van de wijze en de dwaze maagden is opmerkelijk. Oorspronkelijk bevonden deze beelden zich in de kerk van het Burgkloster.

Het Memling-altaar in Lübeck

### Overige collecties
- Raads-, gilde- en kerkzilver
- Lübecker huisraad
- Muziekinstrumenten
- Paramenten (Lithurgische voorwerpen)
- Fotoverzameling